# روندهای تناوبی

روندهای تناوبی در ویژگی‌های عناصر شیمیایی

روندهای تناوبی یا روندهای دوره‌ای در ویژگی‌های عناصر (انگلیسی: Periodic trends) الگوهای ویژه‌ای هستند که در جدول تناوبی وجود دارند که جنبه‌های مختلف یک عنصر خاص را نشان می‌دهند. آنها توسط شیمیدان روسی دیمیتری مندلیف در سال ۱۸۶۳ کشف شدند. روندهای دوره‌ای عمده شامل شعاع اتمی، انرژی یونیزاسیون، الکترون‌خواهی، الکترونگاتیوی، ظرفیت و ویژگی فلزی است. این روندها به دلیل پیکربندی الکترونیکی مشابه عناصر در گروه‌ها یا دوره‌های مربوطه و به دلیل ماهیت دوره‌ای عناصر وجود دارند. اینها یک ارزیابی کیفی از ویژگی‌های هر عنصر را ارائه می‌دهند.

## چکیده
| روند دوره‌ای   | در عرض دوره                   | رو به پایین در گروه |
| ------------- | ----------------------------- | ------------------- |
| شعاع اتمی     | کاهش می‌یابد                   | افزایش می‌یابد       |
| انرژی یونش    | افزایش می‌یابد                 | کاهش می‌یابد         |
| الکترون‌خواهی  | افزایش می‌یابد                 | کاهش می‌یابد         |
| الکترونگاتیوی | افزایش می‌یابد                 | کاهش می‌یابد         |
| ظرفیت شیمیایی | نخست افزایش و سپس کاهش می‌یابد | ثابت می‌ماند         |
| غیرفلزینگی    | افزایش می‌یابد                 | کاهش می‌یابد         |
| فلزینگی       | کاهش می‌یابد                   | افزایش می‌یابد       |